# Johnny Got His Gun
Johnny Got His Gun (bra: Johnny Vai à Guerra; prt: E Deram-Lhe uma Espingarda) é um filme norte-americano de 1971, dos gêneros drama e guerra, escrito e dirigido por Dalton Trumbo, baseado em seu romance homônimo.
Johnny Got His Gun é o único filme de Trumbo como diretor.

## Sinopse
Uma explosão na Primeira Guerra Mundial fere gravemente o soldado Joe. Ele perde os braços, as pernas e o rosto. Não vê, não fala, não ouve e não cheira - apenas sente. Um manifesto sobre a guerra e sobre as possibilidades humanas: Joe tenta o impossível: comunicar-se.

## Prêmios e indicações
| Prêmio                  | Categoria           | Recipiente      | Resultado |
| ----------------------- | ------------------- | --------------- | --------- |
| Festival de Cannes 1971 | Grande Prêmio       | Grande Prêmio   | Venceu    |
| Golden Globe 1972       | Revelação masculina | Timothy Bottoms | Indicado  |